# Triei
Triei (en sard, Triè) és un municipi italià, dins de la província de Nuoro. L'any 2007 tenia 1.115 habitants. Es troba a la regió del'Ogliastra. Limita amb els municipis de Baunei, Lotzorai, Talana i Urzulei.

## Administració
| Període | Identitat        | Partit        |
| ------- | ---------------- | ------------- |
| 2005-   | Mariano Muggianu | Llista Cívica |